# Teddy Robin and the Playboys
Teddy Robin and the Playboys是1960年代香港樂隊熱潮中的其中一隊香港英語流行音樂樂隊，由泰迪羅賓三兄弟（Robin關維鵬、William關維麟和Raymond關偉）、鄭東漢（Norman Cheng）和陳國明（Frederick Chan）；到後期增添另一成員、鍵盤手陳家蓀（Ricky Chan）。樂隊有“香港披头士”美譽。
樂隊是由原來的Striplings及Playboys兩支樂隊合併而成；而這兩支樂隊原來都是於1964年由當時《星島晚報》主辦的「全港公開業餘歌唱比賽」的冠、亞軍。比賽後樂隊獲邀請於香港酒店內的夜總會及電視台表演賺錢。當中以主音歌手及結他手泰迪羅賓最為知名，他後來除了是一位知名的歌手和填詞人，在演戲及製片方面也有相當的成績；其次是結他主音的鄭東漢，他在1970年代成為了宝丽多唱片在東南亞市場的最高負責人，而他的兒子鄭中基無論在歌唱或演戲事業亦是非常出色；陳家蓀後來加入了電視台成為編劇，繼而進軍電影市場，1990年代移民加拿大，在當地擔任音樂節目主持及為流行音樂創作及演出的比賽擔任評判。泰迪羅賓的兩位弟弟分別負責結他伴奏及低音結他，關維麟70年代加入寶麗金唱片，為眾多歌星監製，先後為寶麗金製作總監、亞太區總裁。關偉80年代亦加入寶麗金唱片，曾為寶麗金總經理。

## 音樂作品
錄音室專輯
- Not All Lies!（1967年）
- Breakthrough（1967年）
- 365 Days（1968年）
- Memories（1968年）